# Camisa 10 Joga Bola Até na Chuva
Camisa 10 Joga Bola Até na Chuva é o nono álbum de estúdio da banda brasileira Charlie Brown Jr., lançado em 2009 pela Sony Music, sendo o primeiro lançamento do grupo pela gravadora. Produzido por Rick Bonadio, é o primeiro álbum do grupo com o baterista Bruno Graveto e o último com o baixista Heitor Gomes. Seu título se refere ao fato de ser o décimo trabalho do grupo.
O processo de criação e composição das canções se iniciou no final de 2008, quando Chorão e Rick Bonadio começaram a postar vídeos no YouTube, mostrado as primeiras ideias do trabalho. A canção "O Dom, a Inteligência e a Voz", foi escrita por Chorão em dezembro de 2001, a pedido da cantora Cássia Eller, que planejava gravar a canção no álbum Dez de Dezembro. Porém, a cantora faleceu 15 dias após a composição, no dia 29 de dezembro de 2001. Portanto, a canção foi engavetada até finalmente ser gravada. 
O primeiro single de divulgação do álbum, foi a canção "Me Encontra", lançada nas rádios brasileiras em julho de 2009. Já o segundo single, foi "Só os Loucos Sabem" lançada nas rádios brasileiras em março de 2010. 
O álbum foi o vencedor do Grammy Latino de 2010, na categoria Melhor Álbum de Rock Brasileiro.
| Críticas profissionais                                                      | Críticas profissionais |
| Avaliações da crítica                                                       | Avaliações da crítica  |
| Fonte                                                                       | Avaliação              |
| --------------------------------------------------------------------------- | ---------------------- |
| Canal Pop                                                                   | [ 7 ]                  |
| Esta tabela precisa de ser acompanhada por texto em prosa. Consulte o guia. |                        |

## Faixas
Todas as letras de autoria de Chorão. Os créditos abaixo correspondem à composição das músicas.
| N.º            | Título                                            | Compositor(es)                  | Duração |  |
| 1.             | "Dona do Meu Pensamento"                          | Chorão, Thiago                  | 03:59   |  |
| 2.             | "Me Encontra"                                     | Chorão, Thiago                  | 03:31   |  |
| 3.             | "Só os Loucos Sabem"                              | Chorão, Thiago                  | 03:31   |  |
| 4.             | "Inabalavelmente"                                 | Chorão, Thiago, Heitor, Graveto | 04:25   |  |
| 5.             | "Só Existe o Agora"                               | Chorão, Thiago, Heitor          | 04:28   |  |
| 6.             | "Só pra Vadiar"                                   | Chorão, Thiago                  | 04:05   |  |
| 7.             | "Puro Sangue"                                     | Chorão, Thiago, Heitor          | 04:08   |  |
| 8.             | "O Dom, a Inteligência e a Voz"                   | Chorão, Thiago, Heitor          | 03:09   |  |
| 9.             | "Os Cortes"                                       | Chorão, Thiago                  | 04:23   |  |
| 10.            | "Uma Só Vida pra Viver, Tenho Sede Nela Eu Vou"   | Chorão, Thiago, Heitor          | 05:02   |  |
| 11.            | "Viver Dias de Sol"                               | Chorão, Thiago, Heitor          | 04:19   |  |
| 12.            | "Comigo Ninguém Tira Onda"                        | Chorão, Thiago, Heitor, Graveto | 02:59   |  |
| 13.            | "Camisa 10 Joga Bola Até na Chuva (Bomba Sônica)" | Chorão, Thiago                  | 03:10   |  |
| Duração total: | Duração total:                                    | Duração total:                  | 51:10   |  |

## Formação
- Chorão: vocal
- Thiago Castanho: guitarra, violão
- Heitor Gomes: baixo
- Bruno Graveto: bateria

## Vendas e certificações
| País          | Certificação | Vendas   |
| ------------- | ------------ | -------- |
| Brasil - ABPD | Platina      | 100,000+ |

## Prêmios e Indicações
| Ano  | Prêmio                | Indicação                                        | Resultado | Ref.  |
| ---- | --------------------- | ------------------------------------------------ | --------- | ----- |
| 2010 | Grammy Latino de 2010 | Grammy Latino de Melhor Álbum de Rock Brasileiro | Venceu    | [ 8 ] |

## Curiosidades
Em 2018, a conta oficial do Twitter do Campeonato Francês de Futebol usou o título deste CD para exaltar o atacante Kylian Mbappé.